# Mouvement unioniste en Moldavie et Roumanie

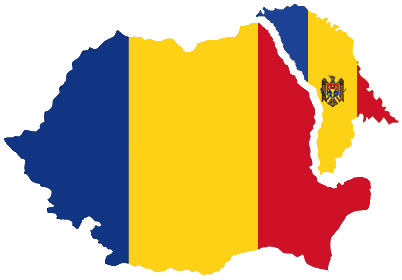
L'un des logos unionistes utilisé par le mouvement Acțiunea 2012.

Le mouvement unioniste en Moldavie et Roumanie vise l'unification politique des deux États et, par celle-ci, l'entrée de la Moldavie dans l'Union européenne et dans l'OTAN, et sa sortie de la CEI (effective en 2023) et de la sphère d'influence russe. Ce mouvement est constitué par certains partis politiques des deux pays (notamment des partis libéraux de chaque pays) et par une partie, jusqu'ici restée minoritaire, de l'électorat de chaque pays.

## Contexte politique

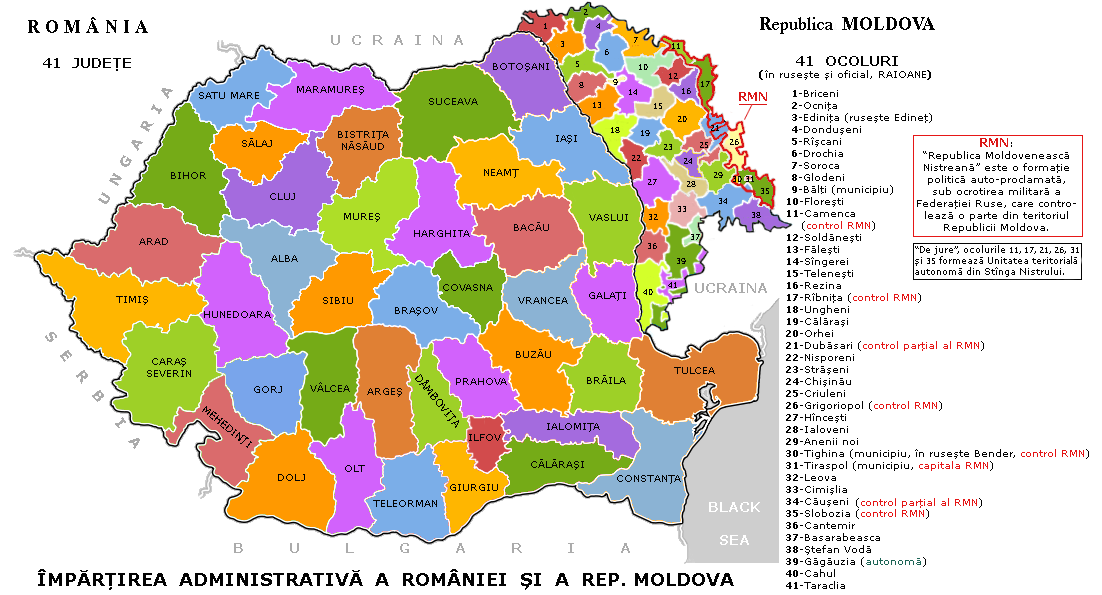
Les divisions administratives actuelles de la Moldavie et de la Roumanie ; liséré rouge : la partie contrôlée par les russophones.

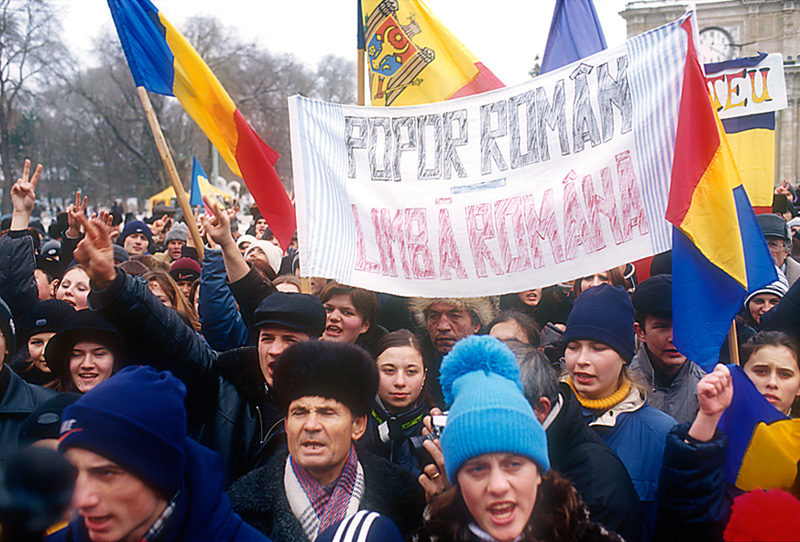
Manifestation unioniste à Chișinău en février 2002.

### Unionisme

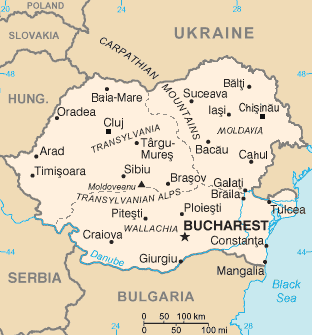
Carte de l'État qui résulterait de l'union des deux pays, réalisée par le mouvement unioniste.

Dans la mesure où la première République démocratique moldave s'était déjà unie à la Roumanie le 9 avril 1918, le mouvement unioniste utilise le terme de « réunification ». Ce mouvement s'est manifesté dans les deux pays au début des années 1990, alors que la Moldavie revendiquait son indépendance vis-à-vis de l'Union soviétique. Contrairement aux nationalistes roumains qui revendiquent le retour à la Roumanie de tous les territoires perdus par ce pays en 1940, les unionistes se limitent à promouvoir une union par des voies pacifiques et démocratiques de la Moldavie et de la Roumanie, dans leurs frontières actuelles. Le mouvement unioniste se réfère explicitement au passé commun et à la culture commune des deux pays, au modèle européen, et à l'exemple de la Réunification allemande. Il se décline dans plusieurs variantes qui ne visent pas toutes la réunification territoriale des deux États, mais surtout la réunification culturelle des Moldaves, dont 56 % vivent sur 46 % du territoire de l'ancienne Moldavie (en Roumanie) et 44 % vivent sur 54 % du territoire de l'ancienne Moldavie (en République de Moldavie et en Ukraine où ils sont mélangés à des colons slaves et autres). Actuellement, les Moldaves de Roumanie peuvent se dire simultanément Moldaves et Roumains, tandis que ceux de Moldavie et d'Ukraine, conformément à la législation de ces anciennes républiques soviétiques, doivent choisir de se déclarer Moldaves ou Roumains, et s'ils font le second choix, ils sont considérés comme « allogènes » dans leur propre pays. La forme la plus modérée d'unionisme, qui a renoncé à l'unification politique, vise seulement à abroger, hors-Roumanie, cette restriction inspirée de l'ancienne législation soviétique, de manière à restaurer l'« unité culturelle des Moldaves locuteurs de la langue daco-romaine » : c'est, entre autres, la position du Parti populaire chrétien-démocrate de Iurie Roșca (en).
Depuis 2022, la Moldavie, comme l'Ukraine voisine, est officiellement candidate à l'adhésion à l'Union européenne, sans pour autant remettre en question son appartenance à la CEI ni demander la protection de l'OTAN : si un jour cette adhésion devient effective, les frontières de la Moldavie seraient beaucoup plus ouvertes tout en maintenant la souveraineté du pays. Dans une Moldavie indépendante au sein de l'Union européenne, la charte européenne des langues régionales ou minoritaires offrirait à tous les roumanophones, à égalité avec les russes, les ukrainiens et les autres communautés de Moldavie, la liberté d'affirmer et de développer librement leur culture roumaine sans pour autant être classés comme « minorité nationale » s'ils le font, comme c'est le cas actuellement. Le mot « Moldaves » changerait alors de sens pour définir, sans discrimination d'aucune sorte, tous les citoyens du pays, quelles que soient leurs origines, leurs langues et leurs cultures, en accord avec le droit international,.

### Anti-unionisme
En république de Moldavie, les anti-unionistes, qui sont aussi anti-européens et pro-russes, sont regroupés dans des coalitions dominées par les partis communiste et socialiste, qui depuis 2002 séduisent à chaque élection environ la moitié de l'électorat, soit la quasi-totalité des non-roumanophones, un tiers de la population du pays, et un quart des roumanophones. Ces partis jouent sur la crainte de subir les crises économiques qu'a connues la Roumanie voisine, celle de perdre les tarifs énergétiques préférentiels de la CEI et celle de s'attirer l'hostilité de la Russie qui contrôle déjà de facto un sixième du territoire moldave (la Transnistrie) depuis la guerre du Dniestr (1992) et un cinquième de l'Ukraine voisine depuis la guerre du Donbass (2014). Un projet d'état pro-russe, la « Novorussie », comporte d'ailleurs des variantes incluant la Moldavie ou des parties de la Moldavie (Transnistrie et Gagaouzie),.
En Roumanie, il n'y a pas de mouvement anti-unioniste structuré, mais une majorité d'électeurs se montraient, jusqu'à l'invasion russe de l'Ukraine en 2022, indifférents par rapport à cette question. Beaucoup craignent le coût économique de l'union et les difficultés d'intégration des non-roumanophones de Moldavie, minorités socialement et économiquement dominantes dont les représentants se livrent à des menaces de sécession et de guerre civile, économique ou informatique en réplique aux revendications et manifestations unionistes.

## Contexte historique

### Situation générale
Les enjeux de l'unionisme et de l'anti-unionisme en Moldavie ne sont pas propres à ce pays. On les retrouve en Biélorussie et en Ukraine, où les anciens dissidents de l'époque soviétique, les pro-européens et les pro-occidentaux cherchaient à s'éloigner du modèle soviétique et à se rapprocher du modèle polonais ou balte (Révolution orange), tandis que les « pro-russes » tels Alexandre Loukachenko, Viktor Ianoukovytch et Vladimir Voronine, en cohérence avec la position de Boris Eltsine et de Vladimir Poutine, cherchent au contraire à reconstituer l'« empire » soviétique en se rapprochant de Moscou.
Pour les unionistes moldaves, l'indépendance de la Moldavie ne constituait qu'un premier pas vers une réunion à la « mère-patrie » roumaine et, à terme, vers une intégration à l'Union européenne. Pour eux, le terme « moldave » ne devait pas désigner autre chose que l'identité régionale d'une Moldavie réunifiée comme région au sein d'une « Grande Roumanie » démocratique sur le modèle parlementaire de 1918. À l’opposé, la majorité des politiques formés à l'école soviétique, craignant le modèle roumain et occidental, soutinrent que même si les Moldaves sont liés aux Roumains par une langue et une culture proches, on ne devait pas effacer le fait que la Moldavie a fait partie d'une communauté soviétique constituant elle-même « un univers entier » (Vladimir Voronine).
Le gouvernement et le parlement moldaves, quelles que soient leur majorité politique, ne peuvent qu'être anti-unionistes par nature, car vouloir l'union c'est vouloir leur auto-dissolution. Qui plus est, les partis pro-russes (P.C. refondé en 1993, dont la moitié des membres a rejoint en 2011 le P.S. fondé en 1997) détiennent depuis lors entre 45 et 55 % des sièges au parlement de sorte qu'ils sont constamment sinon en position de gouverner, du moins en position d'arbitre : aucun gouvernement ne peut se former et agir sans leur aval. Leur programme pro-russe et anti-européen comprend la construction d'une identité nationale des autochtones qui soit aussi différente que possible de celle de la Roumanie. On retrouve cette nécessité dans les autres états post-soviétiques ou post-yougoslaves de la fin du XXe siècle. Cette construction, que les dirigeants de ces États ont estimée nécessaire pour légitimer leur indépendance (plutôt que de s'appuyer sur des valeurs universelles et transculturelles), repose sur deux développements principaux :
- la construction d'une histoire propre insistant sur tout ce qui sépare l'État de ses voisins ;
- l'affirmation de l'existence d'une langue locale (ici moldave, ailleurs monténégrine ou macédonienne).

L'élite politique et culturelle s'est ainsi divisée en une fraction « unioniste » (avec la Roumanie en Moldavie, avec la Serbie au Monténégro, avec la Bulgarie en Macédoine) et une fraction indépendantiste (qui dans les trois cas a obtenu de larges majorités, en raison des avantages, pour les citoyens, à adopter la posture politique de leurs gouvernements).
En Moldavie comme ailleurs, ces constructions d'identités nouvelles ont donné lieu à des dérives hors du champ scientifique : renommage des langues, choix délibéré des formes les plus dialectales, changements toponymiques, choix de symboles, réécriture de l'histoire... Les humoristes moldaves, tels Valentin Stratan, ont fait de ces dérives un prétexte à rire : « Comment s'appelle notre langue ? » demandent-ils. « Notre belle langue ! » répondent-ils, par allusion à l'hymne national (dont c'est le titre).

### Situation particulière de la Moldavie
Dans le contexte du « droit des peuples à disposer d'eux-mêmes » des 14 points du président Wilson, l'union de tous les territoires à majorité roumanophone le 1er décembre 1918 résulte de l'action des mouvements unionistes de Bessarabie, de Bucovine, de Transylvanie, du Banat et du Royaume de Roumanie, commencée au début du XIXe siècle.
En Bessarabie, la Russie tsariste (qui avait annexé le pays en 1812) a rétabli (jusqu'en 1861) le servage (qui y avait été aboli en 1746 par le voïvode moldave Constantin Mavrocordat) et mis en place une politique de russification intensive : en 1829, l’usage de la « langue moldave » est interdit dans l’administration au profit du russe ; en 1833, le « moldave » est interdit dans les églises et, en 1842, dans les établissements d’enseignement secondaire, puis dans les écoles primaires en 1860 ; enfin en 1871 le moldave est purement et simplement interdit dans toute la sphère publique par le même oukaze impérial qui érige le territoire en gouvernement de l'Empire. En outre, les autorités russes encouragèrent l’émigration (ou déportèrent) des Moldaves dans d’autres provinces de l’empire (notamment au Kouban, au Kazakhstan et en Sibérie), tandis que d’autres groupes ethniques, notamment Russes et Ukrainiens (appelés au XIXe siècle « Petits Russes »), étaient invités à s’installer dans la région. Cette politique de russification et le maintien de la majorité rurale roumanophone dans l'illettrisme avait, plus qu'ailleurs, empêché le mouvement unioniste de diffuser dans les campagnes. Toutefois, lors de la Révolution russe, les unionistes, majoritaires dans le Sfatul Țării (conseil suprême du pays), firent de la Bessarabie, érigée en République démocratique moldave, le premier territoire à proclamer son union avec la Roumanie, en mars 1918, malgré les efforts militaires de la république soviétique d'Odessa pour l'en empêcher.
Les Soviétiques tirèrent les leçons de ces événements et, lorsqu'ils purent revenir en 1940, ils déportèrent tous les roumanophones instruits qui n'avaient pas eu le temps de passer le Prut pour se réfugier dans la partie de la Moldavie restée roumaine.
Ainsi, l'élite cultivée locale, qui put se maintenir dans d'autres territoires à majorité roumanophone, disparut de Moldavie soviétique, où elle fut remplacée par une élite russe ou russifiée qui fit, durant un demi-siècle, la promotion d'une identité « moldave » différente de la « roumaine » et d'un modèle soviétique prestigieux, différent du modèle roumain présenté comme archaïque et impérialiste.
Réagissant contre cette situation, un « Front patriotique national de Bessarabie et Bucovine du nord » se constitua en 1969 autour de quelques intellectuels dissidents s'exprimant par samizdat, mais ce mouvement, surtout étudiant, souffrit de l'obsolescence de ses références géopolitiques (il réclamait « l'abolition des effets du pacte Hitler-Staline et le retour aux frontières de 1939 ») et de l'arrestation de ses membres ; il fut anéanti en 1971.

### Indépendantisme
La politique de Mikhaïl Gorbatchev de Гласность (glasnost : transparence) et de Перестройка (perestroïka : réforme) se traduisit en Moldavie par l'émergence du mouvement « Deopotrivă/Равенсность » (égalité entre russophones et autochtones). Le Parlement de Chișinău déclare, en septembre 1989, le « moldave » langue officielle de la République à la place du russe et admet en même temps l'« identité linguistique moldo-roumaine ». Le 6 mai 1990, la Moldavie et la Roumanie ouvrent leur frontière commune (qui, à ce moment, est encore une frontière soviéto-roumaine), et des centaines de milliers de personnes très émues passent le Prut : c'est l'épisode du « pont de fleurs ».
En 1991, tandis que la Moldavie, alors dirigée par l'unioniste Mircea Druc, officialise comme langue d'État le roumain et adopte le même drapeau que la Roumanie (aux armoiries près) et le même hymne, les unionistes annoncent vouloir déclarer rapidement et directement l'union avec la Roumanie, alors que les russophones dirigés par Igor Smirnov, les Gagaouzes dirigés par Stepan Topal et la nomenklatura s'organisent au sein du mouvement « Эдинцво-Edintsvo/Interfront » et réclament le maintien dans l'URSS. Les ultra-nationalistes roumains présents parmi les unionistes promettent aux russophones « la valise ou le cercueil »; les plus extrémistes des russophones répliquent en menaçant de faire sécession dans les territoires où ils sont majoritaires, et de couper le gaz et l'électricité. Dans ce contexte de plus en plus tendu apparaît un mouvement modéré, indépendantiste dit « agrarien », dirigé par Mircea Snegur qui élabore la doctrine : « un seul peuple, deux États ». Snegur gagnera haut la main les élections présidentielles, la Moldavie proclamera son indépendance et non son union avec la Roumanie, mais russophones et Gagaouzes feront tout de même sécession, et une guerre entre eux et la toute nouvelle armée moldave, en 1992, fera près de 3 500 morts.
L'unionisme ne cesse dès lors de perdre du terrain dans l'arène politique et en 1994, sous la présidence Snegur, le Parlement moldave revient à la dénomination de « langue moldave » au lieu de « roumaine », tandis que l'hymne est changé. Le Parti communiste, un moment interdit, se reconstitue, et catalyse dès lors l'anti-unionisme. Lorsqu'en 1996 Mircea Snegur utilise encore la dénomination de « roumain » pour la langue, le Parlement réagit en considérant que c'est là une « promotion de l'expansionnisme roumain ». Sous la présidence communiste Voronine (2001-2010) le russe redevient « langue de communication inter-ethnique » (ce qui en pratique dispense les russophones de connaître la langue officielle du pays) et l'unionisme politique-territorial est de plus en plus marginalisé, surtout après 2005, lorsque le Parti populaire chrétien-démocrate de Iurie Roșca a abandonné cette orientation. En janvier 2006, le président roumain Traian Băsescu déclare que « la politique de la Roumanie consiste à soutenir l'intégration de la Moldavie dans l'Union européenne », et que « c'est au sein de celle-ci que ce qui est épars pourra être rassemblé ». Depuis l'invasion russe de l'Ukraine en 2022 et les menaces des dirigeants russes à l'égard de la Moldavie et de la Roumanie, l'unionisme s'est aligné sur cette position : il n'est plus moldo-roumain mais pro-Européen et n'envisage plus que l'un ou l'autre état renonce à sa souveraineté, mais que les deux, au sein de l'Union européenne, garantissent à leurs citoyens les mêmes libertés, dont celle, pour les roumanophones, Moldaves ou autres, de s'affirmer comme tels (cette revendication remonte d'ailleurs au XIXe siècle).

## Situation actuelle

Projet d'organisation d'un éventuel état issu de l'union, sans la majeure partie de la République moldave du Dniestr, et avec une autonomie pour Chișinău et la Gagaouzie.

### Territoire pour un État issu de l'union
Des différentes propositions des mouvements unionistes, trois dominent :
- l'union dans les frontières internationalement reconnues actuelles des deux États, sans préciser le statut intérieur à venir des différentes parties de leurs territoires, telles que la République moldave du Dniestr ou la Gagaouzie : cette variante se heurte à un veto absolu de ces deux entités ;
- l'union sans la République moldave du Dniestr (échangée avec l'Ukraine contre le port de Reni, peuplé pour moitié de Moldaves : plan Belkovski) et où la Gagaouzie garderait son autonomie : cette variante se heurte au problème de la non-concordance entre le territoire de la République moldave du Dniestr auto-proclamée à Tiraspol (RMD), et les Unités territoriales autonomes de la rive gauche du Dniestr (UTAD) juridiquement et internationalement reconnue au sein de la Moldavie : la RMD contrôle en effet des territoires qui ne font pas partie de l'UTAD, comme la ville de Tighina, mais ne contrôle pas tout le territoire de l'UTAD dont les communes de Cocieri, Molovata Nouă, Corjova, Coșnița, Pârâta et Doroțcaia ont choisi l'obédience du gouvernement de Chișinău ;
- l'union assortie d'un échange territorial avec l'Ukraine sur la base du respect des étendues territoriales respectives (plan Andronic-Dungaciu-Filat), par lequel les arrondissements de Camenca, Rîbnița, Grigoriopol, Tiraspol et Slobozia passeraient à l'Ukraine contre le raïon de Réni, une bande de territoire incluant la voie ferrée Giurgiulești-Tighina et l'île de Limba, aux bouches du Danube, à l'embouchure du Bras de Chilia: cette variante se heurte au veto des autorités transnistriennes qui elles, préfèrent un rattachement à la Nouvelle-Russie selon le plan de Pavel Goubarev (auquel s'opposent aussi bien la Moldavie, que la Roumanie et l'Ukraine).

### Coût
Le principal obstacle aux espérances des unionistes, notamment en Roumanie, est d'ordre économique :
| Pays        | Population | Surface     | Densité | PIB                        | PIB/habitant |
| ----------- | ---------- | ----------- | ------- | -------------------------- | ------------ |
| Roumanie    | 21 680 974 | 238 391 km2 | 91      | 229,9 milliards de dollars | 10 661 $     |
| Moldavie    | 3 938 832  | 33 843 km2  | 111     | 9,367 milliards de dollars | 2 374 $      |
| État unifié | 25 619 806 | 272 234 km2 | 94      | 239,3 milliards de dollars | 9 339 $      |

### Conditions politiques
Hormis la brève période d'enthousiasme romantique en 1990-1991, l'unionisme n'a jamais convaincu plus de la moitié des électeurs de chaque pays, et a constamment été considéré par les politiques comme une dangereuse utopie en raison des conditions économiques et géopolitiques (la Moldavie faisant partie, pour la communauté internationale, de la sphère d'influence russe, alors que la Roumanie a intégré l'Union européenne et l'OTAN). Pour le mouvement unioniste, le 28 mai (date de la signature du traité de Bucarest coupant la Moldavie en deux en 1812) est un jour de deuil commémorant une tragédie, tandis que la Russie considère une éventuelle abolition de la frontière établie en 1812 comme un casus belli, au même titre que les tentatives géorgiennes de reprendre le contrôle de l'Abkhazie et de l'Ossétie du Sud-Alanie. La communauté internationale et l'OTAN soulignent que le statu quo est, comme en Abkhazie et Ossétie, la clef de la paix et de la stabilité dans la région.
Selon un sondage de février 2006, 48 % des citoyens moldaves et roumains souhaitaient une union, mais 46 % n'étaient pas intéressés. En mars 2006, 51 % des Roumains interrogés par l'institut de sondage Civis se déclaraient favorables à une union, malgré son coût, et 27 % s'y opposaient ; parmi les favorables 28 % déclarèrent souhaiter une union incluant la RMD, 16 % sans celle-ci, et 56 % assortie d'un échange territorial.
En août et septembre 2006, lorsque l'adhésion de la Roumanie à l'Union européenne fut annoncée pour le 1er janvier 2007, plus de 100 000 citoyens de la Moldavie, y compris non-roumanophones, demandèrent la nationalité roumaine, comme la loi roumaine autorise tout ressortissant étranger dont au moins un grand-parent est né ou est devenu citoyen roumain entre avril 1918 et juin 1940.

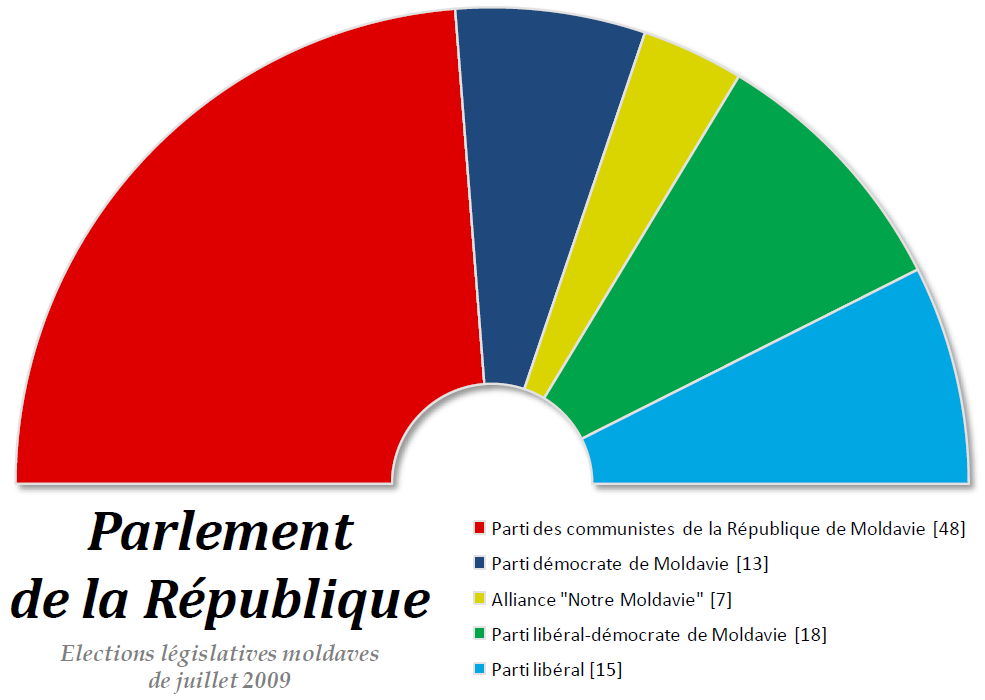
Composition du Parlement moldave en juillet 2009.

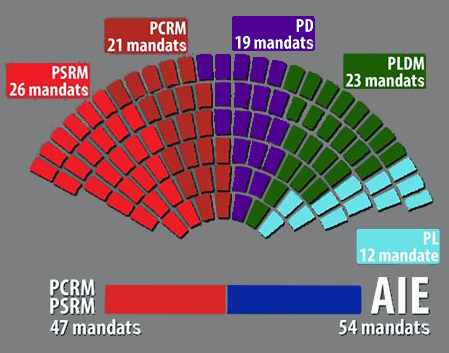
Composition du Parlement en novembre 2014.

Le 7 avril 2009, à Chișinău, des milliers d'unionistes manifestèrent contre le pouvoir communiste ; le lendemain, le président communiste Voronine accusa la Roumanie et l'OTAN d'en être les instigateurs, et de saper intentionnellement l'indépendance du pays et l'équilibre régional; l'ambassadeur roumain Filip Teodorescu fut expulsé manu militari. Les manifestations se poursuivirent pourtant, et débouchèrent sur la constitution d'une Alliance pour l'intégration européenne (AIE), formée par les partis libéral (unioniste), libéral-démocrate, démocrate et Notre Moldavie. Des élections anticipées eurent lieu en juillet 2009, où l'Alliance remporta de justesse la majorité contre le Parti communiste, lequel reste néanmoins le premier parti du pays, et en pourcentage de voix (48 %) l'un des plus puissants d'Europe. Ni l'Alliance, ni le PC n'ayant assez de voix pour investir le président, ce fut par intérim que l'unioniste Mihai Ghimpu assuma la présidence. Au nom de la realpolitik, celui-ci déclara toutefois que l'union sur le modèle allemand n'était pas à l'ordre du jour de la nouvelle (mais fragile) majorité.
En février 2011, des associations culturelles russophones de Moldavie ont manifesté leur intention de commémorer par des festivités le bicentenaire de l'annexion de la Moldavie orientale par la Russie en 1812 (un sondage paru dans le journal Timpul de dimineață a montré que plus de la moitié des russophones pensaient toujours qu'il ne s'agissait pas d'une annexion, mais que l'Empire russe avait libéré le pays de l'occupation turque, comme on l'enseignait à l'époque soviétique). En avril 2011, une coalition d'ONG de Roumanie et de Moldavie a répliqué en créant le mouvement « Action 2012 » en vue de « sensibiliser l'opinion publique aux réalités historiques et aux avantages d'une union avec la Roumanie, qui restaurerait l'unité de la Moldavie, divisée en deux en 1812 »,,. Ce mouvement souligne que la Moldavie n'a jamais été une province turque, mais une principauté autonome dotée de son propre gouvernement, assemblée, armée, ambassadeurs, qui fut seulement vassale des Ottomans ; que le hospodar Constantin Mavrocordato y avait aboli le servage dès 1749 alors que l'annexion russe de 1812 l'y a rétabli jusqu'en 1861, et que les unionismes du passé ont été des mouvements humanistes inspirés par l'« esprit des Lumières » et par le droit des peuples à disposer d'eux-mêmes (reconnu en 1917 par Lénine lui-même) et non, comme l'affirment beaucoup de russophones, des mouvements impérialistes et/ou fascistes ; le mouvement affirme aussi que, malgré les crises passagères, les russophones eux-mêmes auraient plus de droits et un meilleur niveau de vie en rejoignant l'Union européenne via la Roumanie, qu'en restant dans la sphère d'influence de la Russie.
Le 28 août 2016, James Pettit, alors ambassadeur des États-Unis en Moldavie, à l'occasion du 25e anniversaire de l'indépendance du pays, a déclaré dans les interviews qu'il a accordées à la chaîne Moldova 1 et en roumain à Prime 1, que c'était un État multinational et qu'une union avec la Roumanie poserait plus de difficultés qu'elle n'en résoudrait. Dans ces interviews, il a aussi adopté la position « moldaviste » définissant les Moldaves vivant dans cet État comme une ethnie différente des Roumains, en raison de leur longue séparation d'avec ces derniers : c'est précisément l'ancien point de vue soviétique, aujourd'hui pro-russe. Cela a soulevé une tempête de protestations dans les cercles « roumanistes », tant en Moldavie qu'en Roumanie, amenant James Pettit à revenir sur ses propos en affirmant le 6 septembre 2016 que « si un peuple veut s'unir, nul ne saurait l'en empêcher et certainement pas les États-Unis ».
En 2022, la donne politique bascule : alors qu'auparavant personne n'aurait engagé un bras de fer avec la Russie pour les unionistes (par ailleurs infiltrés par des nationalistes du Parti de la Grande Roumanie fondé par Corneliu Vadim Tudor, ancien chantre de Ceaușescu, et du mouvement Pro Basarabia și Bucovina fondé par Nicolae Lupan (en), ancien journaliste soviétique passé à l'Ouest et à l'extrême droite), depuis l'invasion russe de l'Ukraine un large mouvement d'opinion, la majorité des formations politiques roumaines et l'Union européenne elle-même ne croient plus au statu quo comme garant de stabilité et de paix, et sont devenues favorables à la procédure d'adhésion de la Moldavie, de l'Ukraine et de la Géorgie à l'Union européenne. Quant aux pro-russes de Moldavie et de Transnistrie, habituellement véhéments, ils se montrent soit prudemment silencieux, soit très modérés dans leurs déclarations.
Comment réagira la Russie ? Entre 2004 et 2009, le journal roumain Ziua a publié une série d'entretiens avec des ambassadeurs, des ministres ou des plénipotentiaires russes, où ceux-ci semblaient prêts à accepter une union moldo-roumaine, mais sans la République moldave du Dniestr et en échange de la reconnaissance, par la Roumanie, du rattachement de la RMD (où des usines Gazprom sont implantées) à la Russie (en 2007, un plébiscite organisé par les autorités de la RMD donnait 97 % de voix en faveur d'un rattachement de cette entité à la Russie). Toutefois, le président russe, Vladimir Poutine, n'a jamais confirmé ni infirmé cette position.

### Droit international
Sur le plan juridique, le mouvement unioniste s'est initialement basé sur la déclaration d'indépendance de la République de Moldavie qui déclare « illégale » la frontière fixée sur la rivière Prut séparant la Roumanie et la Moldavie, et argumente que :
1. le traité de Bucarest (1812) violait les clauses de la vassalité de la principauté de Moldavie envers l'Empire ottoman ;
2. dans l'article VI du traité de Moscou (1921), le pouvoir soviétique déclare « nuls et non avenus tous les traités conclus auparavant entre la Russie et la Turquie », donc, affirment les unionistes, celui de Bucarest de 1812 inclus ;
3. la mise en application, le 28 juin 1940, des protocoles secrets du pacte Hitler-Staline, à la suite d'un ultimatum, constitue une violation du droit international.

Entre-temps, le mouvement unioniste évoluant en un sens pro-européen plutôt que pro-roumain, a pris en compte le fait que la frontière entre la Moldavie et la Roumanie a été internationalement légalisée et confirmée par cinq fois :
1. au traité de paix de Paris en 1947 par la communauté internationale (Roumanie incluse) ;
2. le 28 août 1991 par la Roumanie qui fut le premier pays à reconnaître officiellement l'indépendance de la République de Moldavie ;
3. le 8 décembre 1991 par les États de la Communauté des États indépendants (dont la Moldavie est membre) et, à la suite, par la communauté internationale (Roumanie incluse) ;
4. le 27 juin 2014 par l'accord d'association entre la Moldavie et l'Union européenne (dont la Roumanie est membre) ;
5. le 23 juin 2022 par la procédure d'adhésion de la Moldavie à l'Union européenne.

### Controverses de l'union «un par un»
L'union « personnelle » des Moldaves avec la Roumanie est la possibilité pour tout citoyen moldave ayant au moins un grand-parent né ou devenu roumain entre avril 1918 et juin 1940, de devenir citoyen roumain (donc de l'Union européenne) moyennant un facile examen de langue roumaine. Le 18 décembre 2007, le président Traian Băsescu déclara même que la citoyenneté devrait être accordée aux citoyens moldaves, sans condition. En 2010, environ 10 000 demandes par an étaient satisfaites. Le même type de facilité est offert par la Russie et par la Hongrie aux minorités respectivement russes et magyares hors-frontières (voir ces articles).
Le 13 juillet 2010, l'hebdomadaire allemand Der Spiegel relata cette situation sous le titre : « La Roumanie fait entrer les Moldaves dans l'UE par la porte de derrière », accusant la Roumanie d'agir unilatéralement sans l'accord de Bruxelles, de Berlin ou de Paris. Dans cet article, Der Spiegel, s'appuyant sur la distinction que le gouvernement moldave fait entre « Moldaves » et « Roumains », et sur le fait que sous la gouvernance communiste seuls 2 % des roumanophones ont osé se déclarer « Roumains » (au risque d'être considérés comme minoritaires dans leur propre pays), accusait aussi la Roumanie de vouloir seulement s'offrir la main-d'œuvre la moins chère d'Europe.
Le lendemain, le président Traian Băsescu déclara, via un communiqué de presse du ministère roumain des Affaires étrangères, que la position du Spiegel n'était rien moins que raciste, puisque l'hebdomadaire reprochait à la Roumanie une politique que l'Allemagne elle-même pratique depuis bien avant 1990 : l'article 116 de la Constitution allemande stipule en effet que « les anciens citoyens allemands ayant perdu leur citoyenneté entre le 30 janvier 1933 et le 8 mai 1945 pour des motifs politiques, ethniques ou religieux, ainsi que leur descendance, peuvent demander et obtenir la nationalité allemande »: en vertu de cet article, ce sont 18 millions d'Allemands qui sont « entrés dans l'UE par la porte de derrière », alors que les roumanophones de Moldavie ne sont que 3 millions.
Par ailleurs, Moldavie et Roumanie ne sont pas les seuls États à pratiquer l'union « citoyen par citoyen », puisque le gouvernement hongrois de Viktor Orbán permet, malgré l'opposition des instances de la Communauté européenne, le rattachement de façon extraterritoriale des populations de langue hongroise vivant dans les États voisins : depuis janvier 2011, il n'est en effet plus nécessaire de résider en Hongrie pour obtenir la citoyenneté hongroise.
Fin 2017, un autre type d'action, l'« union symbolique des communes moldaves à la Roumanie une par une », a démarré en République de Moldavie ; en mars 2018, environ 130 communes (sur 914) ont ainsi proclamé cette union. Certaines se sont rétractées depuis, car les autorités pro-russes de la Moldavie dénient à cette action toute légitimité et soulignent son illégalité, affirmant qu'il ne s'agit que d'une « manifestation de l'impérialisme roumain, lui-même marionnette de l'impérialisme de l'OTAN » et menaçant les communes concernées de sanctions financières.

## Différences et convergences avec le modèle allemand et d'autres unionismes
L'unionisme moldo-roumain n'est que l'un des nombreux unionismes existant en Europe et dans le monde : si les réunifications de l'Allemagne, du Yémen et du Viêt Nam ont réussi, beaucoup plus nombreux sont les unionismes qui ont échoué : Austro-Allemand en 1918, Coréen, pan-Arabe, Polynésien, Gréco-Chypriote, Bulgaro-Macédonien, Serbe après la dislocation de la Yougoslavie, Kosovo-Albanais, Russo-Biélorusse après la dislocation de l'URSS, Ossète entre la partie russe et la partie géorgienne, Sénégalo-Gambien, Malais (Malaisie-Indonésie), et bien d'autres. Dans la plupart de ces cas, les forces centrifuges l'ont emporté... Un cas particulier est celui de l'Arménie et de l'Artsakh (Haut-Karabagh), qui a abouti à une union de facto, mais non reconnue de jure.
L'unionisme roumain a, par rapport à l'allemand, un gros handicap : en RDA, l'occupant soviétique n'a pas cherché à développer une identité nationale différente de celle de la RFA, n'a jamais nié que les habitants de la RDA fussent des Allemands comme les autres, n'a pas déporté et massacré l'élite locale, ne l'a pas remplacée par une élite russe, et ne s'est jamais opposé à l'unionisme, du moment que la réunification aurait lieu sous le signe du communisme, et non sous celui du capitalisme. Côté ouest, les occupants américains, britanniques et français se sont contentés de dénazifier le pays, mais n'ont empêché en aucune façon l'unionisme de s'exprimer, ni cherché à convaincre le reste du monde qu'Allemands de l'Ouest et de l'Est étaient deux peuples différents. C'est pourquoi le « modèle allemand » est difficilement applicable à la Moldavie et à la Roumanie, qui, de plus, sont des pays modestes et relativement pauvres, situés dans des sphères d'influence différentes, pays qui, lorsqu'ils affirment un peu fort leurs identités, donnent facilement lieu à des soupçons de nationalisme, de xénophobie ou de fascisme, comme le démontre le ton de l'article du Spiegel.